# وينستون موراي
وينستون موراي (بالإنجليزية: Winston Murray)‏ هو محامي وسياسي غياني، ولد في 31 يناير 1941، وتوفي في 22 نوفمبر 2010. نشط حزبياً في People's National Congress Reform ‏. وقد انتخب عضو الجمعية الوطنية في غيانا.